# アルドン酸
アルドン酸（アルドンさん、aldonic acid）とは、単糖を酸化して得られる誘導体のうち、アルドースの1位のホルミル基がカルボキシル基に変わったカルボン酸の総称。

D-グルコン酸の構造式。右端の炭素が1位。

例えば、アルドン酸の代表例であるグルコン酸は、グルコースを酸化して合成される。
アルドン酸を実験室で合成する場合は酸化剤として次亜ヨウ素酸 (HIO) などが用いられる。
6員環、または 5員環のラクトンへと分子内環化する傾向がある。また、強塩基が作用すると、2位のエピ化が起こる場合がある。

## 化合物例
- グルコン酸 - グルコースの酸化物
- ガラクトン酸 - ガラクトースの酸化物
- マンノン酸 - マンノースの酸化物